# ابن دقماق
ابن دُقْماق ( 750 - 809 ه‍ / 1349 - 1407 م ) هو مؤرخ الديار المصرية في زمانه.
هو صارم الدين إبراهيم بن محمد بن أيدمر بن دقماق القاهري. كتب نحو مئتي سفر في التاريخ، من تأليفه ومنقوله. وكان معروفاً بالإنصاف في تواريخه.

## آثاره
من مؤلفاته:
- «الانتصار لواسطة عقد الأمصار» و لخصه في كتاب سماه «الٌّدرَّة المضيّة في فضل مصر والإسكندرية».
- «ترجمان الزمان في تراجم الأعيان».
- «الجوهر الثمين في سير الخلفاء والملوك والسلاطين».
- «الدّر المنضد في وفيات أمة محمد».
- «عقد الجواهر في سيرة الملك الظاهر» و اختصره في كتاب اسماه «ينبوع المظاهر في سيرة الملك الظاهر».
- «فوائد الفرائد».
- «الكنوز المخفية في تراجم الصوفية».
- «نزهة الأنام في تاريخ الإسلام».[4]